# Bus Turístico de Colonia
El bus turístico de Colonia es un servicio de ómnibus turístico, que brinda un recorrido por distintos atractivos y puntos de valor turístico de la ciudad de Colonia del Sacramento, uno de sus puntos más importantes es el barrio histórico declarado Patrimonio de la Humanidad por la UNESCO. 
Parte desde el barrio histórico de la ciudad y cuenta con un total de diez paradas y una frecuencia de una hora. 

## Características
El servicio cuenta con guía y descripción del recorrido en español, inglés y portugués. La modalidad del servicio permite que se pueda ascender y descender del autobús las veces que el usuario lo desee. 
El ómnibus circula por diversas zonas de interés turístico, patrimonial o gastronómico, tales como la Plaza de Toros del Real de San Carlos, el Shopping, la Rambla y los puertos de la ciudad.

## Paradas
- Barrio histórico
- Shopping
- Puerto de Colonia
- Rambla
- Puerto Tranquilo al Norte
- Torres García
- Plaza de Toros
- Real de San Carlos
- Muelle del Real de San Carlos
- Puerto Tranquilo al Sur
- Plaza 25 de Agosto

## Creación
Fue creado en 2011 y es operado por la compañía Buquebus.